# Roland Gwynne
Lieutenant-Colonel Sir Roland Vaughan Gwynne, DSO, DL, JP (16 tháng 5 năm 1882 – 15 tháng 11 năm 1971), là Thị trưởng của Eastbourne, Sussex, từ 1928 đến 1931. Ông cũng là một bệnh nhân, bạn thân và là người tình có thể của kẻ giết người hàng loạt bị nghi ngờ là Tiến sĩ John Bodkin Adams.

## Tuổi thơ
Cha của Gwynne đã kiếm bộn tiền vào thế kỷ XIX từ một doanh nghiệp kỹ thuật, Gwynnes Limited và mua bất động sản ở Sussex bằng số tiền thu được. Mẹ của Gwynne, May, 41 tuổi khi ông được sinh ra. Ông là người cuối cùng trong số chín người con (mặc dù hai người đã chết). Cho đến năm 13 tuổi, ông được mẹ mặc quần áo như một cô gái mặc váy dài, với nơ, dây chuyền và vòng tròn dài. Ông được giáo dục tư nhân trước khi được gửi đến Trinity Hall, Cambridge.
Nghệ sĩ harpsichordist nổi tiếng Violet Gordon-Woodhouse là một trong những chị gái của ông. Một anh trai, Rupert, là thành viên của Quốc hội cho Eastbourne từ năm 1910 cho đến khi ông qua đời năm 1924; con gái ông là nhà văn nấu ăn nổi tiếng Elizabeth David.